# Stephanie Dosen
Stephanie Dosen (née le 12 mai 1973 dans le Wisconsin) est une chanteuse et compositrice américaine.

## Biographie
Elle est membre du groupe Snowbird (en) qu'elle a formé avec Simon Raymonde des Cocteau Twins.
Ses chansons sont présentes sur les bandes originales des émissions télévisées Dawson, Numbers et La Vie à cinq.
Elle a aussi travaillé avec Massive Attack et The Chemical Brothers.

## Discographie
- Ghosts, Mice & Vagabonds (2003, STA)
- A Lily for the Spectre (2007, Bella Union)
- Moon (avec Snowbird (en), 2014, Bella Union)